# Crossarchus
Crossarchus è un genere comprendente le manguste note comunemente come cusimanse o manguste nane

## Areale e habitat
Abitano nelle aree paludose e nelle foreste dell'Africa centrale e occidentale, negli stati di Ghana, Costa d'Avorio, Liberia e Sierra Leone.

## Dieta
Si nutrono di insetti, larve, piccoli rettili, granchi e bacche. Usano i loro artigli e il muso per scavare nella lettiera di foglie, sotto gli alberi caduti e le pietre alla ricerca di insetti e larve. Non esitano neanche a gettarsi tra i flutti alla ricerca di granchi d'acqua dolce.

## Riproduzione
Le femmine vanno in estro frequentemente e se non si accoppiano possono andarci nove volte all'anno. Ogni anno possono avere 2-3 cucciolate. I piccoli aprono gli occhi dopo dodici giorni, si nutrono di cibi solidi dopo tre settimane e mettono il manto adulto dopo cinque.

## Comportamento
I Crossarchus vivono in gruppi composti da 10 a 24 esemplari. Ogni gruppo è composto da una a tre famiglie. Le famiglie sono formate da coppie riproduttive e da giovani. Sono animali diurni e vagabondano costantemente per il loro territorio, non fermandosi mai troppo a lungo in un posto. Nei loro vagabondaggi si creano dei rifugi temporanei.

## Tassonomia
- Cusimanse di Alexander, Crossarchus alexandri (Thomas & Wroughton, 1907)
- Cusimanse di Ansorge, Crossarchus ansorgei (Thomas, 1910)
- Cusimanse dal naso lungo, Crossarchus obscurus (F.Cuvier, 1825)
- Cusimanse dalla testa piatta, Crossarchus platycephalus (Goldman, 1984)